# High-Tech Redneck
Albums de George Jones
Super Hits, Volume 2
(1993) The Bradley Barn Sessions
(1994)
High-Tech Redneck est un album de l'artiste américain de musique country George Jones. Cet album est sorti le 23 novembre 1993 sur le label MCA Nashville Records. L'album a été certifié Disque d'or en 1994. Le premier single extrait de l'album, à savoir la chanson-titre, a atteint la 24e position des charts du Billboard Hot Country Singles & Tracks (maintenant Hot Country Songs) en 1994. Un autre single extrait de l'album, le duo "Never Bit a Bullet Like This" avec Sammy Kershaw (également sorti sur l'album Feelin' Good Train de Kershaw), est aussi entré dans les charts du Billboard.
L'album est dédié à Conway Twitty, mort en juin 1993, et s'achève par une reprise de Twitty, "Hello Darlin'". Le morceau "A Thousand Times a Day" sera repris par Patty Loveless en 1997 en single et sur son album The Trouble with the Truth. "The Visit" sera repris en 2000 par Chad Brock en single et sur son album Yes!.

## Liste des pistes
| No  | Titre                                             | Auteur                                      | Durée |
| --- | ------------------------------------------------- | ------------------------------------------- | ----- |
| 1.  | High-Tech Redneck                                 | Byron Hill, Zack Turner                     | 2:26  |
| 2.  | I've Still Got Some Hurtin' Left to Do            | Donny Kees, Richard Ross                    | 2:51  |
| 3.  | The Love in Your Eyes                             | Wayland Holyfield, Norro Wilson             | 3:52  |
| 4.  | The Visit                                         | Gene Ellsworth, Brad Rodgers, Charles Stefl | 3:21  |
| 5.  | Silent Partners                                   | Bobby Braddock                              | 3:03  |
| 6.  | Tear Me Out of the Picture                        | Bill Rice, Sharon Rice, Mike Lawler         | 3:25  |
| 7.  | A Thousand Times a Day                            | Gary Burr, Gary Nicholson                   | 3:06  |
| 8.  | Never Bit a Bullet Like This (avec Sammy Kershaw) | Jim Foster, Mark C. Petersen                | 2:21  |
| 9.  | Forever's Here to Stay                            | Larry Bastian, Buddy Cannon                 | 3:38  |
| 10. | Hello Darlin'                                     | Conway Twitty                               | 2:43  |

## Personnel
- George Jones – chant, guitare
- Barry Beckett – piano
- David Briggs – piano
- Mike Chapman – guitare basse
- Sonny Garrish – steel guitar
- Rob Hajacos – fiddle
- John Hughey – steel guitar
- Kirk "Jellyroll" Johnson – harmonica
- Sammy Kershaw – chant
- Mike Lawler – claviers
- Brent Mason – guitare
- Reggie Young – guitare
- Danny Parks – guitare
- Larry Paxton – guitare basse
- Steve Turner – batterie
- Lonnie Wilson – batterie
- Vince Gill – chœurs
- Cindy Walker – chœurs
- Dennis Wilson – chœurs
- Chely Wright – chœurs
- Curtis Young – chœurs
- Nashville String Machine – cordes

## Positions dans les charts

### Album
| Chart (1993)                      | Positions |
| --------------------------------- | --------- |
| U.S. Billboard Top Country Albums | 30        |
| U.S. Billboard 200                | 124       |